# Nia vibrissa
Nia vibrissa är en svampart som beskrevs av R.T. Moore & Meyers 1961. Enligt Catalogue of Life ingår Nia vibrissa i släktet Nia,  och familjen Niaceae, men enligt Dyntaxa är tillhörigheten istället släktet Nia,  och familjen Lachnellaceae. Artens status i Sverige är: Ej påträffad. Inga underarter finns listade i Catalogue of Life.